# جولیت، برهنه
جولیت، برهنه (به انگلیسی: Juliet, Naked) رمانی انگلیسی به نویسندگی نیک هورن‌بای، که در تاریخ ۲۹ سپتامبر ۲۰۰۹ منتشر شده است. در سال ۲۰۱۵، فیلم جولیت، برهنه که اقتباسی از همین رمان است، با بازی رز بیرن و با کارگردانی جسی پرتز ساخته شد. رمان جولیت، برهنه با رمان دوم هورن‌بای، به نام وفاداری رمان مقایسه شده است. هورن‌بای والدین، عشق، و روابط را به‌عنوان تم جولیت، برهنه توصیف کرده است.